# Robert-Richard Zapp
Robert-Richard Zapp (Germersheim, 3 april 1904 – Kiel, 17 juli 1964), was een Duitse U-boot-commandant in de Kriegsmarine tijdens de Tweede Wereldoorlog. Zapp diende uitsluitend op de U 66 als bevelhebber. Hij ondernam vijf succesvolle patrouilletochten, waarvan 246 dagen op zee.

## Carrière
Zapp kwam bij de Reichsmarine in mei 1923. Vooraleer hij bij de U-bootdienst in 1939 aantrad, diende hij op een mijnenveger en later kreeg hij het bevel over de 251e Marineflak (anti-luchtafweer van de marine). Na de initiële opleiding diende hij aan boord van de U 46 voor een korte periode onder Oberleutnant-zur-See Engelbert Endrass, met wie hij had deelgenomen in de strijd tegen konvooi HX-79 in oktober 1940.
Zapp werd op de U 66 in januari 1941 gedetacheerd. De U 66 was een van de boten die deelnamen aan de eerste golf van aanslagen tijdens Operatie Paukenschlag. Op de eerste patrouille van deze operatie, liet hij vijf schepen tot zinken brengen met een totaal van 33.456 ton aan scheepsruimte. Op zijn tweede patrouille vanuit de Oostkust van de Verenigde Staten, bracht hij weer zes schepen tot zinken met een totaal van 43.946 ton. Dit was tijdens hun tweede zegevierende "gouden tijd", tijdens Operatie Paukenschlag. Commandant Zapp werd onderscheiden met het Ridderkruis van het IJzeren Kruis op 23 april 1942.
In juni 1942 werd hij gedetacheerd naar de wal om er bevelhebber te worden van het 3. Unterseebootsflottille, dat gevestigd was in La Rochelle, Frankrijk. Op 1 januari 1945 werd hij bevorderd tot Fregatkapitein. In de laatste drie maanden van de oorlog werd hij commandant van het Kriegsmarine Regiment "Zapp" en verdedigde de U-bootbasis in La Rochelle tot het bittere einde van de oorlog in mei 1945. Hij bracht meer dan twee jaar in Frans krijgsgevangenschap door en werd daarna vrijgelaten op 7 juli 1947.
Zapp stierf op 60-jarige leeftijd.

## Successen
- 16 schepen tot zinken gebracht; totaal 106.200 BRT
- 1 schip beschadigd (12.502 BRT)

## Militaire loopbaan
- Offiziersanwärter: 1 mei 1923[1] - 1 april 1926[2]
- Obermatrose: 1 oktober 1925[1][3]
- Seekadett: 12 oktober 1926[1][2][3]
- Gefreiter: 1 april 1927[1][3]
- Fähnrich zur See: 1 april 1928[1][2][3]
- Obermaat: 1 juli 1928[1][3]
- Oberfähnrich zur See: 1 juni 1930[1][2][3]
- Leutnant zur See: 1 oktober 1930[1][2][3]
- Oberleutnant Zur See: 1 mei 1933[1][2][3]
- Kapitänleutnant: 1 april 1936[1][2][3]
- Korvettenkapitän: 1 april 1941[1][2][3]
- Fregattenkapitän: 1 januari 1945[1][2][3]

## Decoraties

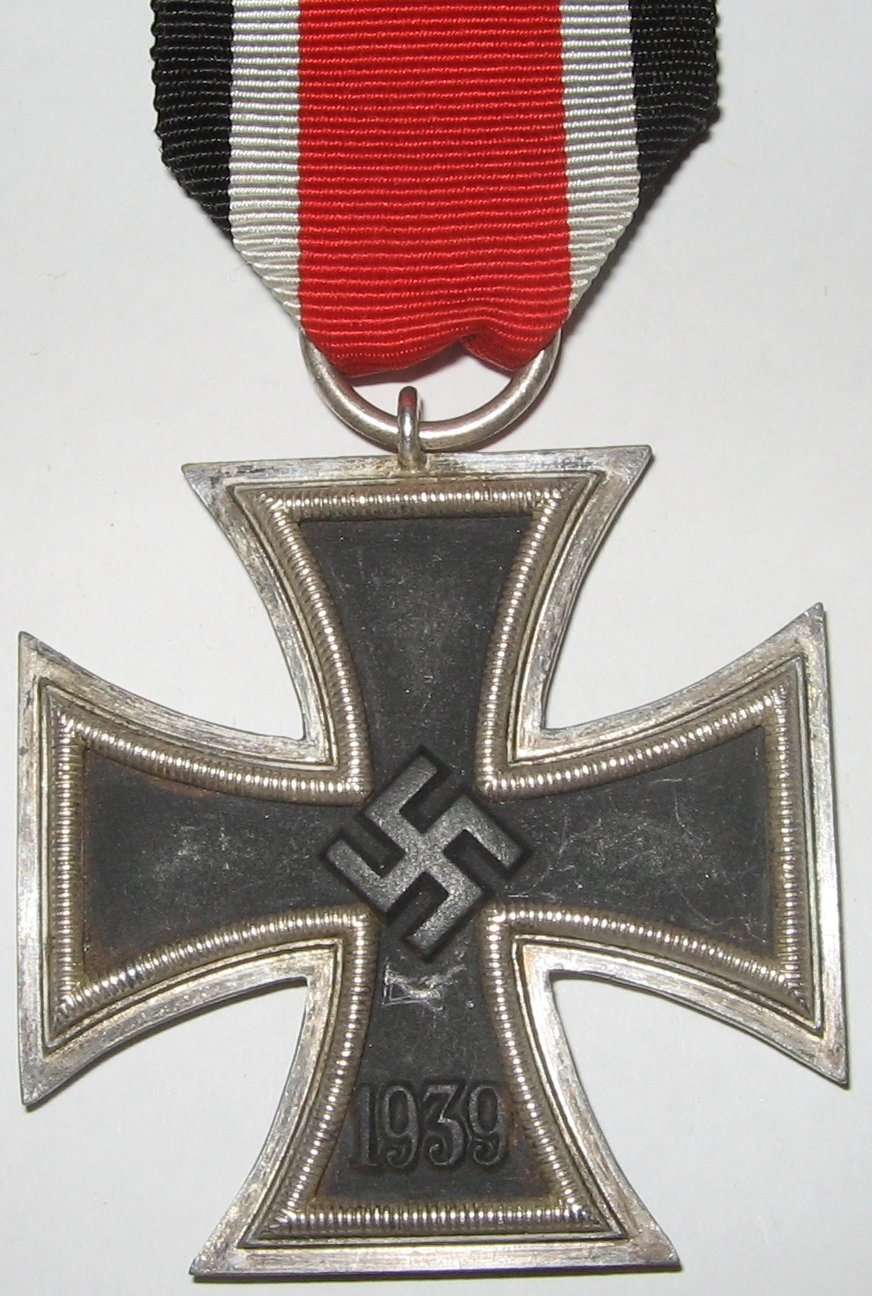
Het IJzeren kruis met swastika.

- Ridderkruis van het IJzeren Kruis op 23 april 1942 als Korvettenkapitän en Commandant U 66 / 2. Unterseebootsflottille[1][2][3][4][5]
- IJzeren Kruis 1939, 1e Klasse (6 augustus 1941)[1][2][3][5][6] en 2e Klasse (6 augustus 1941)[1][2][3][5][6]
- Onderzeebootoorlogsinsigne 1939 op 14 mei 1941[1][2][3][5][7]
- Kruis voor Oorlogsverdienste, 2e Klasse (30 januari 1945)[1][8]- 30 januari 1944[3] met Zwaarden
- Dienstonderscheiding van Leger en Marine voor (12 dienstjaren) op 2 oktober 1936[1][3]
- Onderzeebootfrontgesp in brons in 1945[3]
- Hij werd twee maal genoemd in het Wehrmachtsbericht. Dat gebeurde op:
- 27 januari 1942[1][5][9]
- 7 mei 1942[1][5][10]